# Stade Guillermo Plazas Alcid
 (août 2024).
Le stade Guillermo Plazas Alcid est un stade multifonction situé à Neiva, en Colombie. Il est actuellement utilisé principalement pour des matchs de football. 
Le Club Deportivo Atlético Huila y joue ses matchs à domicile. Il a une capacité de 22 000 places et fut construit en 1980.